# Abanto
Abanto – gmina w Hiszpanii, w prowincji Saragossa, w Aragonii, o powierzchni 63,84 km². W 2011 roku gmina liczyła 127 mieszkańców.